# Ambohimandroso (Farafangana)
Pour les articles homonymes, voir Ambohimandroso.
Ambohimandroso est une commune urbaine malgache située dans la partie nord de la région d'Atsimo-Atsinanana.

## Géographie
Ambohimandroso se situe à 39 mètres d'altitude. La commune comprend six villages.